# Curt Hennig
Curtis Michael "Curt" Hennig, mer känd under artistnamnet Mr. Perfect, född 28 mars 1958 i Robbinsdale i Minnesota, död 10 februari 2003 i Brandon i Florida, var en amerikansk fribrottare.
Hennig hade en framgångsrik karriär inom flera olika federationer, och blev mest känd för sin tid i WWE och WCW. Han hittades död i ett hotellrum i Florida 2003. Den officiella dödsorsaken uppgavs som kokainförgiftning.
Hennig föddes och växte upp Minnesota. Hans far var legenden Larry "the Axe" Hennig som var mest känd i förbundet AWA, American Wrestling Association, som drevs av Verne Gagne. Under Hennigs uppväxt var Minnesota en delstat där fribrottning var mycket populärt. I Hennigs årskull på high school blev sedermera sex elever välkända fribrottare: Rick Rude, Tom Zenk, Nikita Koloff, Barry Darsow och Brady Boone. 
Hennig började med fribrottning efter en knäskada, som han rehabiliterade sig från genom att träna fribrottning i Verne Gagnes träningsläger. Istället för att fortsätta med amerikansk fotboll som han hade utövat innan, började han 1979 att turnera i Wisconsin, Colorado och västra Kanada. 1981 hade han en kort stint som jobb (person som torskar jämt för att få populärare/etablerade brottare att se bra ut) i WWF.
Han brottades sedan mellan 1981 och 1984 i NWA Pacific Northeast (territorieförbund) ofta i tagteam med sin far Larry Hennig. De vann tagteam-titlarna 3 ggr. 1984 skrev Hennig kontrakt med det då stora förbundet AWA. Hans mått var 191 cm lång och vikt 118 kg.